# Lovettsville
Lovettsville – miasto w Stanach Zjednoczonych, w stanie Wirginia, w hrabstwie Loudoun.